# Хан Йон Ун
Хан Йон Ун (кор. 한용운, 29 серпня 1879 — 29 червня 1944) — корейський громадський та релігійний діяч, буддийський монах, поет. Послідовник ідей буддійського соціалізму.

## Біографія
Народився 29 серпня 1879 року в провінції Кьонсандо, за часів правління в Кореї династії Чосон (нині Південна Корея). У віці 13 років одружився. У 1899 році залишив дім та відправиввся до Сеулу. Подорожує по країні та за її межами (у тому числі відвідував Владивосток). У 1904 році повертається додому.
До прийняття чернецтва у 1905 році (в храмі Пектамса на горі Сораксан) брав участь у антияпонському русі. У 1907–1910 роках відвідує Японію, де зустрічається з буддиськими діячами та вивчає західну філософію. У 1910 році, під впливом від цієї подорожі, виступає з пропозиціями по реформуванню буддизму, які викладає у своїй праці Реставрація Корейського Буддизму. Для продовження свого навчання буддизму виїзжає у Китай, Індію та Західні країни.
Учасник Руху 1 березня. 1 березня 1919 року Хан Йон Ун брав участь у зачитуванні декларації незалежності Кореї у парку Тапколь в центрі Сеулу. Манхе і ще 32 учасників патріотичного мітингу засудили до 7-ми років у тюрмі. Однак Хан Йон Ун провів в ув'язненні 3 роки.
Вийшовши в 1922 році з тюрми, Манхе взяв участь у русі за економічну самостійність Кореї. У 1926 році виходить збірка його віршів «Ваше мовчання» (кор. 님의 침묵), в якому сформульовані ідеї про роль буддизму в реальному житті. Поезія Манхе відрізнялася схильністю до бунтарства. Писав від тем сексу до націоналізму.
До кінця життя виступав за незалежність Кореї, так в 1940 році взяв участь в протесті проти політики зміни імен, а в 1943 році взяв участь у демонстрації, яка була спрямована проти призову корейської молоді в японську армію. Помер 29 липня 1944 року у власному будинку в Сеулі. До отримання Кореєю незалежності Манхе не дожив один рік.